# Thandie Newton
Thandiwe Adjewa Newton (Londres, Inglaterra; 6 de noviembre de 1972), conocida como Thandie Newton (hasta 2020) y Thandiwe Newton, es una actriz británica de cine y televisión. Es famosa por su trabajo en películas como Beloved, Mision Imposible II y Crash y por su papel de Maeve en la serie de HBO, Westworld.

## Biografía
Nacida en Londres, de madre zimbabuense y padre inglés, Newton creció entre Londres y Zambia hasta los tres años de edad. Luego, debido a la inestabilidad política de Zambia, su familia decidió mudarse de forma permanente a Inglaterra. A los 16 años de edad, estudió danza moderna en la Tring Park School for the Perfoming Arts.

## Trayectoria

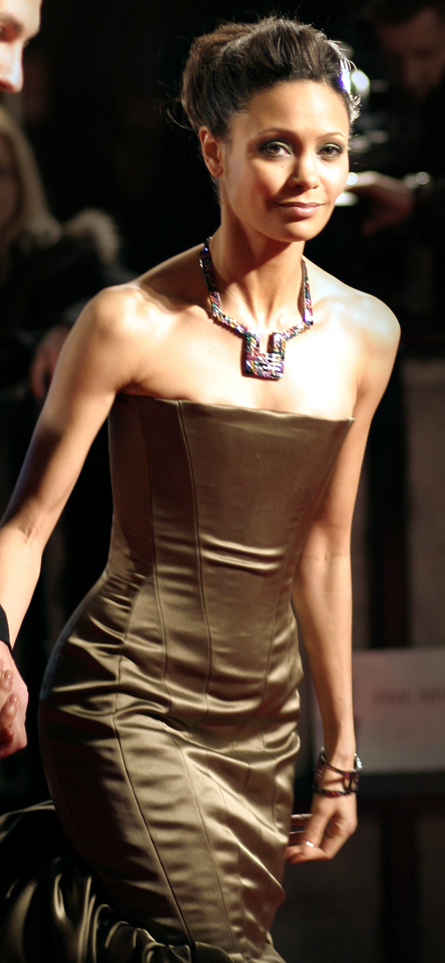
Thandiwe Newton en los Premios BAFTA de 2007.

En 1990, obtuvo el papel protagonista junto a Nicole Kidman en la aclamada película de John Duigan, La primera experiencia, interpretando a una chica ugandesa aislada en una escuela de señoritas en Australia, que se enamora de un chico de un internado cercano. Tras finalizar la película, Newton volvió a Inglaterra para seguir estudiando. Obtuvo una Licenciatura en Antropología (con honores) de la Universidad de Cambridge, al tiempo que participaba en largometrajes con algunos de los directores más aclamados, tales como Neil Jordan en Entrevista con el vampiro, y con James Ivory en Jefferson en París. Newton también interpretó el papel de una cantante perturbada junto a Tupac Shakur y a Tim Roth en la comedia dramática de Vondie Curtis-Hall, Gridlock'd. Además, obtuvo elogios por su papel en la película de Bernardo Bertolucci, Asediada.
También recibiría excelentes críticas por su extremadamente original y audaz interpretación del personaje principal en la adaptación de 1998 de Jonathan Demme de la obra de Toni Morrison, Beloved, coprotagonizada por Oprah Winfrey.
Otros de sus créditos incluyen la contemporánea película romántica de suspense de Jonathan Demme, La verdad sobre Charlie, inspirada en la película de 1963 de Stanley Donen, Charada. También participó en la película de acción de John Woo, Misión: Imposible II, junto a Tom Cruise.
Para la televisión, Newton participaría en el éxito dramático de la cadena NBC, ER, junto a Noah Wyle. Este sería su debut en la televisión estadounidense. 
En 2006, Newton participó en el éxito de taquilla de Gabriele Muccino, En busca de la felicidad, junto a Will Smith en el papel de la esposa de Smith, y en Norbit, la comedia de Brian Robbins, junto a Eddie Murphy.
Newton fue elogiada por su trabajo en la película Vidas cruzadas/Crash ganadora de un premio Óscar en la categoría de Mejor película, donde se narra la historia de un grupo multirracial de personas, cuyas vidas se interconectan tras un accidente de coche en la ciudad de Los Ángeles. Por su interpretación, Newton recibió un premio BAFTA (en la categoría de Mejor actriz secundaria) y un premio SAG (en la categoría Mejor reparto).
En 2016, fue elegida para interpretar el papel de Maeve Millay, una robot en la serie de HBO, Westworld. Al preguntarle por su papel en el show, dijo: «Jamás me consideré fan de la ciencia ficción. Pero Jonathan Nolan y Lisa Joy (creadores del la serie) me preguntaron si había visto filmes de Sergio Leone… Así que ahí me tienes, viendo Érase una vez en el Oeste (1968), y me pareció absolutamente exquisita. Fue una gran lección sobre mi propia intolerancia y un hermoso primer paso hacia Westworld. Porque de eso trata el show: sobre interrogarnos acerca de la naturaleza de nuestra realidad». Y agregó: «Con Westworld, en cambio, cada día que fui a trabajar estaba satisfaciendo mi activismo a favor de los derechos humanos, mi activismo para acabar con la violencia en contra de las mujeres, a través de mis diálogos, las escenas que interpretaba. Nunca había tenido eso antes y por eso estaba muy emocionada».

## Vida privada
Newton declaró que sufrió abuso de poder y abuso sexual a los 16 años, durante seis años, por parte del director de cine australiano John Duigan. Estuvo casada con Ol Parker desde 1998 hasta 2022, y juntos tienen tres hijos: Ripley (nacido en 2000), Nico (nacida en 2004) y Booker Jombe (nacido en 2014). Actualmente vive en Inglaterra con su actual esposo Elijah Dias, músico estadounidense y los hijos que procreó con Ol Parker. Ha sufrido de bulimia, es vegetariana y ha mostrado afinidad por el budismo.

## Filmografía

### Cine y televisión
| Año       | Título                                | Papel                 | Notas |
| --------- | ------------------------------------- | --------------------- | --- |
| 1991      | La primera experiencia                | Thandiwe Adjewa       | Debut en el cine |
| 1991      | Pirate Prince                         | Becky Newton          | Telefilme |
| 1993      | The Young Americans                   | Rachael Stevens       | |
| 1994      | Bloody Weekend                        | Zita                  | |
| 1994      | Entrevista con el vampiro             | Yvette                | |
| 1995      | Jefferson en París                    | Sally Hemings         | |
| 1995      | The Journey of August King            | Annalees              | |
| 1996      | Un hombre de éxito                    | Hilary Rule           | |
| 1997      | Gridlock'd                            | Barbara "Cookie" Cook | |
| 1997      | In Your Dreams                        | Clare                 | Telefilme |
| 1998      | Pasión                                | Shandurai             | Nominada: Premio Black Reel a la mejor actriz |
| 1998      | Beloved                               | Beloved               | Nominada: Premio NAACP Image a la mejor actriz de reparto Nominada: Premio Satellite a la mejor actriz de reparto |
| 2000      | Misión: Imposible II                  | Nyah Nordoff-Hall     | Nominada: Premio Blockbuster Entertainment a mejor personaje favorito femenino Nominada: Premio Empire a la mejor actriz británica Nominada: Premio NAACP Image a la mejor actriz de reparto Nominada: Premio Razzie a la peor actriz de reparto |
| 2000      | It Was an Accident                    | Noreen Hurlock        | |
| 2002      | La verdad sobre Charlie               | Regina Lambert        | Nominada: Premio Black Reel a la mejor actriz Nominada: Premio NAACP Image a la mejor actriz de reparto |
| 2003      | Shade                                 | Tiffany               | |
| 2004      | Las crónicas de Riddick               | Dama Vaako            | |
| 2004      | Crash                                 | Christine Thayer      | Ganadora: Premio BAFTA a la mejor actriz de reparto Ganadora: Premio Black Reel al mejor reparto Ganadora: Premios de la Crítica Cinematográfica al mejor reparto Ganadora: Premio Empire a la mejor actriz Ganadora: Premio del Festival de Cine de Hollywood Nominada: Premio de la Crítica Cinematográfica de Londres a mejor película Nominada: Premio de la Crítica Cinematográfica de Phoenix a mejor reparto Ganadora: Premio Satellite al mejor reparto Ganadora: Premio del Sindicato de Actores al mejor reparto Ganadora: Premios de la Asociación de la Crítica Cinematográfica de Washington D. C. al mejor guion original Nominada: Premio BET a la mejor actriz Nominada: Premio Black Movie a mejor película Nominada: Premio Black Reel a la mejor actriz de reparto Nominada: Premio Gotham al mejor reparto Nominada: Premio NAACP Image a la mejor actriz de reparto |
| 2006      | The Interrogation of Leo and Lisa     | La Gioconda           | Cortometraje |
| 2006      | American Dad!                         | Makeva (voz)          | Episodio: "Campo Refoogee" |
| 2006      | En busca de la felicidad              | Linda                 | Nominada: Premio NAACP Image a la mejor actriz de reparto |
| 2007      | Norbit                                | Kate Thomas           | |
| 2007      | Run Fatboy Run                        | Libby                 | |
| 2008      | RocknRolla                            | Stella                | |
| 2008      | How to Lose Friends & Alienate People | Ella misma            | |
| 2008      | W.                                    | Condoleezza Rice      | |
| 2003-2009 | ER                                    | Makemba "Kem" Likasu  | 14 episodios |
| 2009      | 2012                                  | Laura Wilson          | |
| 2010      | Huge                                  |                       | |
| 2010      | Vanishing on 7th Street               | Rosemary              | |
| 2010      | For Colored Girls                     | Tangie                | Ganadora: Premio Black Reel al mejor reparto Nominada: Premio Black Reel a la mejor actriz |
| 2011      | Retreat                               | Kate                  | |
| 2012      | Good Deeds                            | Lindsey Wakefield     | |
| 2013      | Half of a Yellow Sun                  | Olanna                | |
| 2015      | The Slap                              | Aisha                 | 8 episodios |
| 2013 2015 | Rogue                                 | Grace Travis          | 24 episodios |
| 2016-2022 | Westworld                             | Maeve Millay          | Papel principal |
| 2017      | Untitled Nash Egerton Proyect         |                       | |
| 2017      | "Line of Duty" (serie de televisión)  | DCI Roseanne Huntley  | |
| 2018      | Han Solo: una historia de Star Wars   | Val                   | |
| 2018      | The Death and Life of John F. Donovan | Audrey Newhouse       | |
| 2021      | Reminiscencia                         | Emily                 | |
| 2023      | Chicken Run: Dawn of the Nugget       | Ginger                | |